# 3 octobre 1972
Le mardi 3 octobre 1972 est le 277e jour de l'année 1972.

## Naissances
- Black Thought, rappeur américain
- Claude Maki, acteur, champion de surf et chanteur de hip-hop japonais
- Franck Menonville, homme politique français
- Garrett Dutton, musicien et chanteur américain
- Gianluca Arrighi, écrivain italien, auteur de plusieurs romans policiers.
- Komla Dumor (mort le 18 janvier 2014), journaliste de la BBC
- Lajon Witherspoon, chanteur américain
- Laurent Grasso, artiste installationniste, vidéaste
- Marine Vignes, animatrice de télévision française
- Martin Stenmarck, chanteur suédois
- Michael Nylander, joueur de hockey sur glace suédois
- Nathalie Vincent, actrice française
- Pascal Lorne, entrepreneur français
- Sara Felloni, coureuse cycliste professionnelle italienne
- Stéphane Lièvre, footballeur français
- Yasmine Kassari, réalisatrice et scénariste belgo-marocaine

## Décès
- Karl Theodor von und zu Guttenberg (né le 23 mai 1921), personnalité politique allemande
- Phil Mostert (né le 30 octobre 1898), joueur de rugby sud-africain

## Événements
- Découverte des astéroïdes (24602) Mozzhorin et (7268) Chigorin